# 瓦斯會社前停留場
瓦斯會社前停留場（日语：／ Gasu Gaisha-mae teiryūjō */?）是位於北海道函館市萬代町的函館市交通局（函館市電車）已被廢除的鐵路車站。

## 歷史
參考函館市交通局的歷史。
- 1925年（大正14年）10月1日 - 本線延長時，萬年橋站（まんねんばしえき）開始營業。為當初的終點站。
- 日期不明 - 改稱為萬代町站（ばんだいちょうえき）。
- 日期不明 - 改稱為龜田站（かめだえき）。
- 日期不明 - 被遷移。
- 1950年（昭和25年）9月14日 - 宮前線龜田～宮前町 開始營業。
- 1951年～1954年期間 - 改稱為瓦斯會社前站。
- 1954年（昭和29年）11月21日 - 本線延長至龜田（或已改稱為瓦斯會社前）～鐵道工場前 開始營業。
- 1978年（昭和53年）11月1日 - 本線瓦斯會社前～五稜郭站前被廢除。
- 1993年（平成5年）4月1日 - 本線函館站前～瓦斯會社前的宮前線被廢除，車站亦被廢除。

## 車站構造
- 瓦斯會社前停留場擁有2個月台（側式月台）、2條電車路線（相反方向）。

## 車站周邊
- 國道5號
- 國道228號
- 北海道道517號五稜郭公園線
- 函館萬代郵政局
- 北洋銀行萬代町分店
- 北海道瓦斯函館分社

## 相鄰車站

### 已廢除的路線
函館市交通局
本線（於1978年11月1日被廢除）
瓦斯會社前－龜田町
本線（於1993年4月1日被廢除）
萬代町－瓦斯會社前
宮前線（於1993年4月1日被廢除）
瓦斯會社前－宮前町